# Mate coquimbano

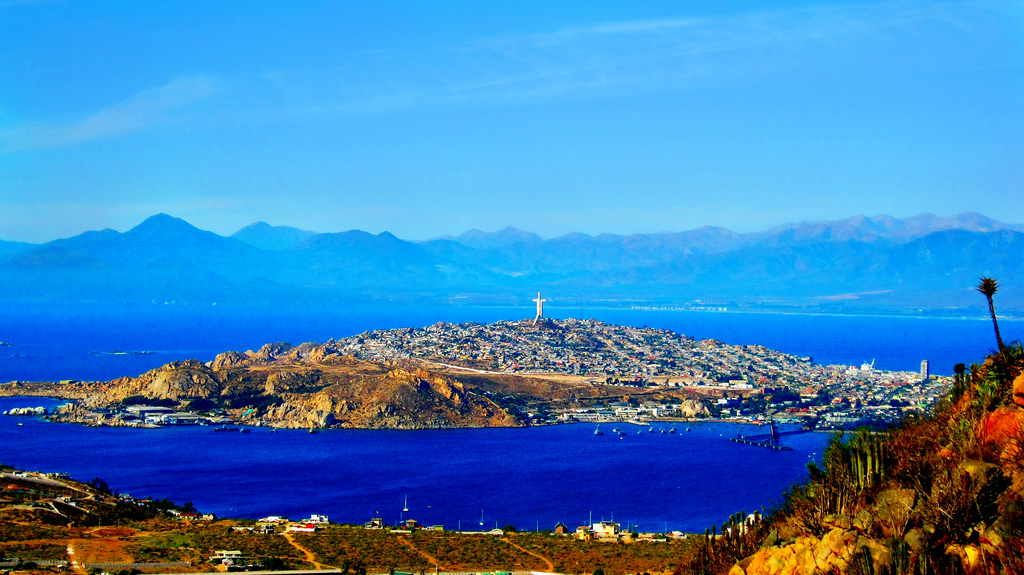
Vista del puerto de Coquimbo, lugar que da origen al nombre del mate coquimbano.

El mate coquimbano es un estilo de mate fabricado en el siglo XIX en la zona cercana al puerto de Coquimbo en el norte de Chile. El mate coquimbano suele estar hecho de una aleación de plata de baja calidad con escasa decoración con motivos geométricos o vegetales de cobre o bronce. La plata utilizada se originó en el distrito minero de Chañarcillo, donde tuvo lugar una fiebre de la plata en las décadas de 1830 y 1840. Al ser más baratos que los mates de plata más pura y de oro, los mates coquimbanos eran comunes entre la población.

## Características
A diferencia de muchos mates contemporáneos en Chile, que hasta entonces habían seguido estilos de moda europeos como el barroco y el neoclasicismo, el mate coquimbano tenía evidentes influencias mestizas. Eran redondos, achatados, pequeños, con asas que simulan el cachito de las calabazas. Tenían grabados adornos florales o geométricos, realizados con la técnica del burilado. Una variante del mate coquimbano fue el cántaro, de forma cónica, con asas en forma de animal. Con el tiempo, aspectos del estilo del mate coquimbano se difundieron en la vecina región andina de Argentina.